# Paralelo 36°30' Norte

Mapa dos Estados Unidos com os limites atuais dos estados mostrando a situação em 1849, com o paralelo 36°30′ norte – estados escravista em vermelho, abolicionistas em azul.

O paralelo 36°30′ Norte é uma linha imaginária situada trinta e seis graus e meio ao norte da linha do Equador. Representa uma latitude que assumiu particular importância para a história dos Estados Unidos pois foi o limite adotado no Compromisso do Missouri que, em 1820, dividiu o país entre os estados que adotavam e aqueles que repeliam a escravidão.
O acordo dividia os estados ao leste do rio Mississippi, com exceção do Missouri que ficava maior parte ao norte, onde aqueles que estavam ao sul da linha do paralelo manteriam o uso de mão-de-obra de escravos negros.

## Outros usos históricos do paralelo
Em 1665 o paralelo foi usado para assinalar a linha de fronteira entre a Virgínia e a futura Carolina do Norte, que seria demarcada efetivamente entre 1779 e 1780 quando as duas colônias enviaram equipes para efetuar o acompanhamento da linha, mas estas interromperam o trabalho ao atingirem território indígena quando chegaram ao rio Tennessee.
Em 1819 um tratado foi assinado com os Cherokees, que extinguiu as reivindicações indígenas ao oeste do rio Tennessee e, depois desta questão resolvida, o legislativo do Kentucky nomeou Robert Alexander e Luke Munsell a seguir a demarcação de onde esta havia sido interrompida até o paralelo 36°30' norte e, atingindo-o, fizessem uma linha para o leste, e esta coincidiu com o curso do rio Mississippi, o que deixava de fora apenas uma parte ínfima do território do Kentucky.
Como esta posição foi marcada com grande precisão nas margens do Mississippi, o Congresso aproveitou esta coincidência e determinou que o paralelo fosse a fronteira norte do novo território do Arkansas, com uma pequena exceção.